# Терманция
Вижте пояснителната страница за други личности с името Терманция.
Емилия Матерна Терманция (на латински: Thermantia; Aemilia Materna Thermantia; * 4 век; † 30 юли 415) е римска императрица, втората съпруга на западноримския император Хонорий.

## Биография
Дъщеря е на Серена и Стилихон (magister militum на Западната римска империя). Сестра е на Мария и Евхерий.
Терманция се омъжва през 408 г. за Хонорий скоро след смъртта на по-голямата си сестра Мария († 407 г.), която е била омъжена също за него. Зосим разказва за нейната сватба. Тя е изгонена от двореца, също както сестра си, без да осъществи брака си. Отива обратно при майка си Серена, където е съдена от Сената в края на 408/началото на 409 г. Причината е нейното лошо поведение преди години, когато отишла с чичо си Теодосий I в храма на Богинята майка Реа в Рим и взела огърлица от статуята и си я сложила подигравателно на себе си, което не ѝ е било простено и забравено.
Умира на 30 юли 415 г. в Константинопол. Погребана е в базиликата „Свети Петър“ в Рим.